# 베라 루빈

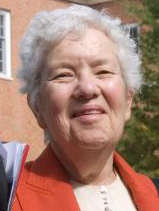
베라 루빈

베라 쿠퍼 루빈 (Vera Florence Cooper Rubin, 1928년 7월 23일 ~ 2016년 12월 25일)은 미국의 천문학자이다. 은하 회전에 관한 연구에서 선구자적 업적을 남겼다. 은하 회전 곡선이 케플러의 운동 법칙에서 예측되는 것과 다르다는 것을 발견했고, 이는 현재 암흑물질 이론의 바탕이 되었다.